# كلايد دي فينا
كلايد دي فينا (من مواليد 13 يوليو 1890 ، في سيداليا ، ميسوري ، توفي في 26 يوليو 1953 ، في لوس أنجلوس ، كاليفورنيا) مصور سينمائي وتلفزيوني أمريكي ومدير للتصوير الفوتوغرافي. حصل على جائزة الأوسكار لأفضل تصوير سينمائي ظلال بيضاء في البحار الجنوبية، التي قدمتها أكاديمية فنون وعلوم الصور المتحركة في عام 1930 في حفل توزيع جوائز الأوسكار الثاني.

## روابط خارجية
- Clyde De Vinna في قاعدة بيانات الأفلام على الإنترنت
- 1922 passport photo of De Vinna, for travel to Tahiti